# U-578
Artykuł ten został zgłoszony do umieszczenia na stronie głównej w rubryce „Czy wiesz”.
Pomóż nam go sprawdzić: oceń zgłoszoną nominację.
U-578 – niemiecki okręt podwodny typu VIIC z okresu II wojny światowej. Wyporność U-Boota wynosiła 769 ton w położeniu nawodnym i 871 ton pod wodą, a jego główną bronią było 14 torped o kalibrze 533 mm, wystrzeliwanych z pięciu wewnętrznych wyrzutni. Jednostka rozwijała na powierzchni maksymalną prędkość 17,6 węzła, jej zasięg przy prędkości 10 węzłów wynosił 8500 Mm.
Okręt został zwodowany 15 maja 1941 roku w stoczni Blohm & Voss w Hamburgu, a 10 lipca 1941 roku wcielono go do służby w Kriegsmarine. Pływając w składzie 7. Flotylli U-Bootów, U-578 odbył pięć patroli bojowych, podczas których zatopił cztery statki o łącznej pojemności 23 635 BRT i niszczyciel o wyporności 1090 ton. U-Boot zaginął po 6 sierpnia 1942 roku w Zatoce Biskajskiej.

## Projekt i budowa
Jednostki typu VIIC były kolejnym ewolucyjnym ulepszeniem najliczniej budowanych w Niemczech okrętów typu VII. Poprzednik – typ VIIB – miał zbyt mały zasięg i za mało miejsca pod pokładem, by można było zainstalować sonar. Opracowany w 1938 roku projekt nowego okrętu różnił się od poprzedniej wersji m.in. zwiększoną grubością blach kadłuba sztywnego (z 16 do 18,5 mm, co zwiększyło maksymalną głębokość zanurzenia z 200 metrów do 250–280 metrów), przedłużeniem kadłuba o 60 cm i kiosku o 30 cm oraz powiększeniem zbiorników paliwa o 5,4 m³, co poprawiło zasięg. Powiększone rozmiary pozwoliły na instalację aktywnego sonaru S-Gerät, który uzupełniał pasywny Gruppenhorchgerät (GHG). Do zakończenia wojny do służby weszło 568 okrętów typu VIIC .
U-578 zamówiono 8 stycznia 1940 roku . Został zbudowany w stoczni Blohm & Voss w Hamburgu jako jeden ze 171 okrętów typu VIIC zamówionych w tej wytwórni . U-578 otrzymał numer stoczniowy 554 (Werk 554) . Stępkę okrętu położono 1 sierpnia 1940 roku, a zwodowany został 15 maja 1941 roku .

## Dane taktyczno-techniczne

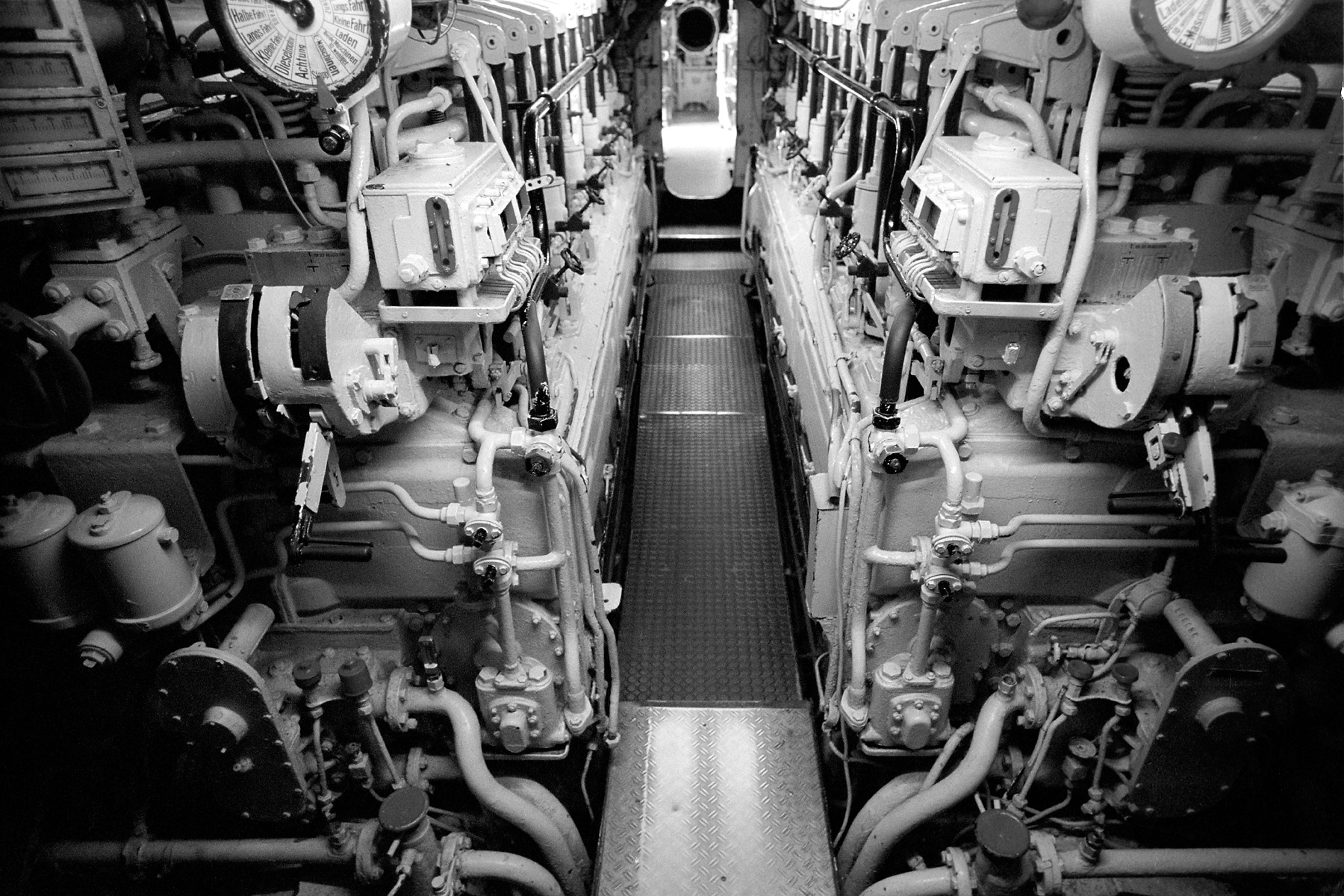
Wnętrze przedziału silników wysokoprężnych

U-578 był średniej wielkości okrętem podwodnym o konstrukcji dwukadłubowej. Długość całkowita wynosiła 67,1 metra, szerokość 6,2 metra i zanurzenie 4,74 metra . Wysokość (od stępki do szczytu kiosku) wynosiła 9,6 metra . Wykonany ze stali pancernej CM 351 o grubości 18,5 mm kadłub sztywny miał 50,5 metra długości i 4,7 metra szerokości. Podzielony był grodziami na sześć przedziałów wodoszczelnych: (od dziobu): I – przedział torpedowy ze sterami głębokości oraz GHG, II – przedział akumulatorów wraz z pomieszczeniami załogi, magazynem amunicji i toaletą, III – centrala z pomieszczeniem wielofunkcyjnym (mieszczącym drugą baterię akumulatorów, pomieszczenia załogi i kambuz), IV – przedział silników spalinowych, V – przedział silników elektrycznych, VI – rufowy przedział torpedowy ze sterami kierunku i głębokości. Kadłub ciśnieniowy otoczony był kadłubem lekkim wykonanym z blach o grubości 4–8 mm. Wyporność w położeniu nawodnym wynosiła 769 ton, a w zanurzeniu 871 ton.
Okręt napędzany był na powierzchni przez dwa 6-cylindrowe, czterosuwowe silniki wysokoprężne Krupp-Germaniawerft F46 z doładowaniem o łącznej mocy 3200 KM przy 470-490 obr./min, a pod wodą poruszał się dzięki dwóm silnikom elektrycznym prądu stałego BBC GG UB720/8 o łącznej mocy 750 KM przy 295 obr./min . Dwa wały napędowe obracały dwie śruby, zapewniając maksymalną prędkość 17–17,6 węzła na powierzchni i 7,6 węzła w zanurzeniu . Zasięg wynosił 8500 Mm przy prędkości 10 węzłów w położeniu nawodnym (3250 Mm przy prędkości maksymalnej) oraz 80 Mm przy prędkości 4 węzłów pod wodą (130 Mm przy 2 węzłach). Zbiorniki mieściły 113,47 tony paliwa, a energia elektryczna magazynowana była w dwóch bateriach akumulatorów AFA 33 MAL 800 E po 62 ogniwa o łącznej pojemności 9160 Ah, masie 62 tony i czasie rozładowania 20 godzin. Dopuszczalna głębokość zanurzenia okrętu wynosiła 100 metrów, a głębokość zgniecenia 250–280 metrów .
Okręt wyposażony był w pięć wyrzutni torped kalibru 533 mm (cztery na dziobie i jedną rufową), z łącznym zapasem 14 torped (wymiennie okręt mógł przenosić 26 min typu TMA lub 39 min typu TMB). Uzbrojenie artyleryjskie stanowiło umieszczone przed kioskiem działo pokładowe kalibru 88 mm SK C/35 L/45, z zapasem amunicji wynoszącym 220–250 naboi oraz pojedyncze działko przeciwlotnicze kalibru 20 mm C/38 L/65 . Jednostka wyposażona też była w pasywny sonar GHG i aktywny S-Gerät, a do obserwacji służyły dwa peryskopy Zeissa: bojowy i nocny .
Załoga okrętu składała się z czterech oficerów oraz 40 podoficerów i marynarzy.

## Służba
U-578 został wcielony do służby w Kriegsmarine 10 lipca 1941 roku . Dowództwo okrętu objął kmdr ppor. (niem. Korvettenkapitän) Ernst-August Rehwinkel . U-Boot otrzymał numer poczty polowej M 46 136. Do 31 sierpnia 1941 roku załoga jednostki przechodziła szkolenie w składzie 5. Flotylli U-Bootów, operując z Kilonii, kontynuując je od 1 września do 1 października w ramach docelowej 7. Flotylli U-Bootów .

### Pierwszy rejs bojowy
28 października 1941 roku okręt wyszedł z Kilonii i 2 listopada dopłynął do Trondheim, skąd po trzech dniach udał się do Kirkenes, docierając tam 8 listopada . 19 listopada U-578 wyszedł z Kirkenes, udając się na swój pierwszy wojenny patrol  . 25 listopada na Morzu Barentsa U-Boot został staranowany przez radziecki eskortowiec i został uszkodzony, co zmusiło go do powrotu do bazy (do zdarzenia doszło na pozycji 68°33′N 39°52′E/68,550000 39,866667) . Okręt powrócił do Kirkenes 27 listopada, po 9 dniach spędzonych w morzu  . Dwa dni później U-578 wyszedł w trwający 11 dni rejs powrotny do Niemiec, zawijając 6 grudnia po drodze do Bergen i dopływając do Kilonii 10 grudnia .

### Drugi rejs bojowy
15 stycznia 1942 roku U-578 wyszedł z Kilonii na swój drugi patrol, udając się na Atlantyk  . Między 16 a 24 stycznia U-Boot wchodził w skład wilczego stada „Schlei”  . 28 stycznia okręt podwodny zawinął do bazy w Saint-Nazaire, po 14 dniach spędzonych w morzu  .

### Trzeci rejs bojowy
Trzeci patrol załogi U-Boota rozpoczął się 3 lutego, kiedy to okręt wyszedł z Saint-Nazaire z zadaniem dotarcia do wschodniego wybrzeża USA  . 27 lutego o godzinie 6:36 w odległości około 20 Mm na wschód od Manasquan Inlet U-578 wystrzelił pojedynczą torpedę w kierunku poruszającego z prędkością 12,5 węzła i zygzakującego zbudowanego w 1936 roku amerykańskiego zbiornikowca „R.P. Resor” o pojemności 7451 BRT, transportującego ładunek 105 025 baryłek ropy naftowej z Baytown do Fall River . Trafiony na pozycji 39°47′N 73°26′W/39,783333 -73,433333 statek zapalił się, co uniemożliwiło większości marynarzy opuszczenie jednostki, w rezultacie czego zginęło 48 z liczącej 50 osób załogi (dwóch rozbitków uratował kuter Straży Przybrzeżnej CG-4344) . Płonący zbiornikowiec próbował wziąć na hol amerykański holownik USS „Sagamore” (AT-20), jednak ostatecznie wywrócił się do góry dnem i zatonął po dwóch dniach od ataku w odległości około 31 Mm na wschód od Barnegat . Nazajutrz o godzinie 10:57 na pozycji 38°37′N 74°32′W/38,616667 -74,533333 U-Boot trafił dwiema torpedami patrolujący w tej samej okolicy zbudowany w 1919 roku amerykański niszczyciel USS „Jacob Jones” (DD-130) o wyporności 1090 ton . Okręt utrzymał się na wodzie przez 45 minut, co umożliwiło opuszczenie go przez ocalałą część załogi liczącą około 30 osób, jednak po zatonięciu jednostki eksplozje niezabezpieczonych bomb głębinowych zabiły jeszcze kilku marynarzy . Po kilku godzinach tratwy ratunkowe zostały dostrzeżone przez samolot, który wezwał w ten rejon okręt patrolowy USS PE-56, który ze względu na pogarszającą się pogodę uratował jedynie 12 rozbitków (jeden wkrótce zmarł) . Mimo dalszych, trwających dwa dni poszukiwań nikogo więcej nie odnaleziono, więc bilans ofiar wyniósł 138 osób .
12 marca o godzinie 15:36 około 370 Mm na południowy wschód od St. John’s dowódca U-578 wydał rozkaz odpalenia dwóch torped w kierunku marudera z konwoju ON-70, zbudowanego w 1920 roku norweskiego parowca „Ingerto” o pojemności 3089 BRT, płynącego pod balastem z Firth of Clyde do Mobile . Trafiony jedną torpedą statek zatonął na pozycji 41°33′N 51°02′W/41,550000 -51,033333, a w wyniku ataku zginęła jego cała, licząca 32 osoby załoga . 25 marca po 51 dniach spędzonych w morzu okręt dotarł do bazy w Saint-Nazaire  .

### Czwarty rejs bojowy
7 maja U-Boot wyszedł z Saint-Nazaire na swój czwarty patrol  . Między 9 a 11 maja U-578 wchodził w skład wilczego stada „Hecht”, a później (21–27 maja) operował w ramach stada „Pfadfinder”  . Po pobraniu paliwa z U-116 U-578 ponownie udał się w stronę wybrzeży USA. 26 maja w odległości około 325 MM na północ od Bermudów załoga okrętu wykryła płynący szybko i zygzakujący statek, do którego po kilkugodzinnej pogoni wystrzeliła 27 maja o godzinie 0:18 z zanurzenia dwie torpedy, a nie znając skutków strzału jeszcze trzecią . Trafiony statek, którym był zbudowany w 1930 roku holenderski motorowiec „Polyphemus” o pojemności 6269 BRT, transportujący ładunek 5936 ton pszenicy i 790 ton wełny na trasie Sydney – Balboa – Cristóbal – Halifax – Liverpool, zatonął o godzinie 1:01 na pozycji 38°12′N 63°22′W/38,200000 -63,366667, a z 77 osób znajdujących się na pokładzie (załoga oraz 14 rozbitków z zatopionego 25 maja przez U-108 statku „Norland”) ocalało 62 marynarzy . 2 czerwca o godzinie 20:27 na południowy wschód od Cape Cod płynący na powierzchni okręt trafił pojedynczą torpedą płynący samotnie, zbudowany w 1932 roku norweski motorowiec „Berganger” o pojemności 6826 BRT, płynący z ładunkiem drobnicy z Buenos Aires przez Santos i Boston do Nowego Jorku . Artylerzyści trafionego w śródokręcie statku zmusili napastnika do zanurzenia, z którego wystrzelił drugą, również celną torpedę, która spowodowała przewrócenie się i zatonięcie motorowca na pozycji 39°25′N 69°50′W/39,416667 -69,833333 . W wyniku ataku z liczącej 47 marynarzy załogi zginęły 4 osoby, a pozostali zostali uratowani przez norweski motorowiec „Bañaderos” (17 rozbitków), amerykański niszczyciel USS „Madison” (DD-425) (13 osób) i amerykański statek rybacki „Mary J. Landry” (kapitan i 12 marynarzy) . 10 czerwca okręt wystrzelił sześć torped w kierunku dużego statku, lecz żadna z nich nie trafiła. 
Okręt powrócił do bazy w Saint-Nazaire 3 lipca, spędzając w morzu 58 dni  .

### Piąty rejs bojowy i utrata okrętu
6 sierpnia 1942 roku U-578 opuścił bazę w Saint-Nazaire, udając się na swój piąty wojenny patrol na wody północnego Atlantyku  . Od tego momentu nie nawiązano z nim żadnego kontaktu, więc 11 sierpnia został uznany za zaginiony . Wraz z okrętem zginęła cała załoga, licząca w tym rejsie 49 osób . Wcześniejsze ustalenia przypisywały jego zatopienie 10 sierpnia bombami głębinowymi przez czechosłowacki samolot bombowy Vickers Wellington H z 311. Eskadry RAF na pozycji 45°49′N 7°44′W/45,816667 -7,733333, jednak w rzeczywistości atak ten spowodował niewielkie uszkodzenia na innym okręcie, którym był U-135 .

### Podsumowanie działalności bojowej
U-578 odbył pięć patroli, spędzając w morzu łącznie 154 dni (w tym 133 dni podczas rejsów bojowych) . W ich trakcie zatopił cztery statki o łącznej pojemności 23 635 BRT i niszczyciel o wyporności 1090 ton, na pokładach których zginęło 237 osób . Pełne zestawienie strat przedstawia poniższa tabela :
| Data           | Nazwa                      | Państwo           | Tonaż      | Los jednostki |
| -------------- | -------------------------- | ----------------- | ---------- | ------------- |
| 27 lutego 1942 | „R.P. Resor”               | Stany Zjednoczone | 7451       | zatopiony     |
| 28 lutego 1942 | USS „Jacob Jones” (DD-130) | Stany Zjednoczone | 1090       | zatopiony     |
| 12 marca 1942  | „Ingerto”                  | Norwegia          | 3089       | zatopiony     |
| 27 maja 1942   | „Polyphemus”               | Holandia          | 6269       | zatopiony     |
| 2 czerwca 1942 | „Berganger”                | Norwegia          | 6826       | zatopiony     |
| RAZEM          | RAZEM                      | zatopione:        | zatopione: | 5             |